# District de la Souterraine
Le district de la Souterraine est une ancienne division territoriale française du département de la Creuse de 1790 à 1795.
Il était composé des cantons de la Souterraine, Dun, Fresselinnes, Grand Bourg et Saint Germain.